# 胡鴻典
胡鴻典（?—?），陝西省興安府漢陰廳人，清朝政治人物、進士出身。
光緒三年（1877年），参加丁丑科殿試，登進士二甲第119名。同年五月，分部學習。